# Ampedus quadrisignatus
Ampedus quadrisignatus ist ein Käfer aus der Familie der Schnellkäfer (Elateridae). Der Artname quadrisignatus kommt aus dem Lateinischen und bedeutet „quadratisch gezeichnet“.

## Merkmale
Die Käfer erreichen eine Länge von 10 bis 14 Millimetern. Der Körper ist schwarz, während die Flügeldecken strohgelb bis rötlich gelb sind. Die Flügeldecken weisen jeweils zwei deutliche schwarze Punkte im vorderen Bereich auf und haben eine schwarze Färbung im unteren Bereich. Ähnlich gelbe Schnellkäferarten sind Ampedus nigroflavus, der jedoch keine Punkte auf den Flügeldecken aufweist und vor allem Ampedus elegantulus, der jeweils nur einen Punkt auf der vorderen Flügeldecke hat.

## Verbreitung
Ampedus quadrisignatus kommt in Zentraleuropa vor, von Frankreich bis zur Ukraine.
Ampedus quadrisignatus ist stenotop, das heißt, dass er nur in wenigen, klar definierten Biotopen verbreitet ist. Die Drahtwurm-Larven entwickeln sich im Holzdetritus von rotfaulem Holz von Laubbäumen. In Frankreich sind dies hauptsächlich Eichen, dort kommt die Art gemeinsam mit Larven von Schrötern der Gattung Aesalus (Kurzschröter) und Balkenschrötern vor.
In Ungarn findet man die Larven in Gewöhnlicher Traubenkirsche, Buchen, Hainbuchen und gelegentlich Eichen. Sie kommen immer zusammen mit dem seltenen Schwarzbraunen Kurzschröter vor, von dem sich die Larven unter anderem ernähren. An anderen Orten können dies Kastanien sein, dort kommen die Art zusammen mit den Larven der Schröter-Gattung Ceruchus vor.
Bevorzugt werden immer alte Bäume mit großem Stammumfang an dunkler, schattiger Lokalität. Laibner beobachtete, dass es sich bei fliegenden Käfern meistens um Weibchen handelte.
Die Larven verpuppen sich im Herbst, die Imago bleibt aber über den Winter im rotfaulen Holz und erscheint erst ab April im Freien.

## Gefährdung
Die International Union for Conservation of Nature and Natural Resources (IUCN) schätzt den Bestand als stark gefährdet („endangered“) ein. In Ungarn ist die Art geschützt, in der Slowakei als vom Aussterben bedroht („critically endangered“) eingestuft. In Deutschland gilt die Art als ausgestorben.
Zum einen ist der Bestand durch Sammler gefährdet, aber auch durch das Entfernen von Totholz aus Wäldern und die Abhängigkeit von bestimmten Beutearten, deren Populationen schwächer werden.

## Synonym
- Elater quadrisignatus Gyllenhal, 1817